# Korrie Layun Rampan
Korrie Layun Rampan (ur. 17 sierpnia 1953 w Samarindzie, zm. 19 listopada 2015 w Dżakarcie) – indonezyjski pisarz, krytyk literacki i polityk.

## Życiorys
Pochodził z rodziny urzędniczej. Po ukończeniu szkoły średniej w 1970 r. przeniósł się do Yogyakarty, aby studiować na uczelni Universitas Gadjah Mada. Początkowo studiował finanse i bankowość, później kształcił się na Wydziale Nauk Społecznych i Politycznych.
Zainteresowanie literaturą zaczął wykazywać w szkole podstawowej. Podczas studiów w Yogyakarcie dołączył do grupy artystycznej Persada Studi Klub. Od 1972 r. był aktywny jako pisarz, a jego teksty ukazywały się w gazetach i czasopismach, takich jak Kompas, Berita Buana, Suara Karya, Sinar Harapan, Minggu Pagi, Kedaulatan Rakyat i Horison. Jego dzieła zostały następnie zebrane i wydane w formie książki Perjalanan Sastra Indonesia (1983). Zajmował się również działalnością wydawniczą i dokumentacją literatury indonezyjskiej. Pracował w wydawnictwach Cypress i Sinar Harapan, założył fundację Arus. Od 2001 r. był redaktorem naczelnym lokalnej gazety Sentawar Pos.
Jego powieści Upacara i Api Awan dan Asap zdobyły nagrody Dżakarckiego Instytutu Sztuki (1976, 1978). Wydany przez niego zbiór poezji Cuaca di atas Gunung dan Lembah został nagrodzony przez Yayasan Buku Utama jako najlepsze dzieło w tej kategorii (1984).
Jest także autorem licznych opowiadań, które zostały wydane w zbiorach: Kekasih (1981), Perjalanan Guru Sejarah (1983), Malam Putih (1983), Matahari Makin Memanjang (1986), Perhiasan Bumi (1986), Perhiasan Bulan (1988), Ratapan (1989), Perhiasan Matahari (1989), Tak Alang Kepalang (1993), Kayu Naga (2007).